# Primnoella distans
Primnoella distans is een zachte koraalsoort uit de familie Primnoidae. De koraalsoort komt uit het geslacht Primnoella. Primnoella distans werd in 1879 voor het eerst wetenschappelijk beschreven door Studer. 